# Орлово (Воронежская область)
Орлово — село в Новоусманском районе Воронежской области. Административный центр Орловского сельского поселения.

## География
Село стоит на реке Усмани на удалении 25 км от областного центра, в 17 км от Новой Усмани. На северо-востоке располагается железнодорожная станция Орлово.

## Климат
Климат умеренно континентальный. Количество осадков колеблется от 500 до 650 мм в год. Населенный пункт располагается в лесостепной зоне.

## Население
| 1859 | 1897  | 2002  | 2008  | 2010  | 2021  |
| ---- | ----- | ----- | ----- | ----- | ----- |
| 2820 | ↗4345 | ↘3260 | ↗4287 | ↘4116 | ↗4354 |

## История
Орлово возникло в 1645 году, как укрепленное поселение на Белгородской черте и в первые полтора столетия своего сосуществования известно под названием городок Орлов. Сооружение крепости в данном месте диктовалось необходимостью защиты поселений Воронежского уезда от набегов татар с Восточной стороны. Незадолго до её постройки 1643—1644 года татары совершили большой набег на русские селения по линии Воронеж — Тамбов. 
Крепость Орлов, сторожившую татарские переправы через р. Усмань, возвели весной 1646 г. под руководством «Воронежа города иноземца» Савелия Ивановича Хомицкого.
Крепость строили 296 новоприборных драгун - «Кирюшка Бучнев и Савка Коноплин с товарыщи», - получившие вблизи от нее земельные наделы.

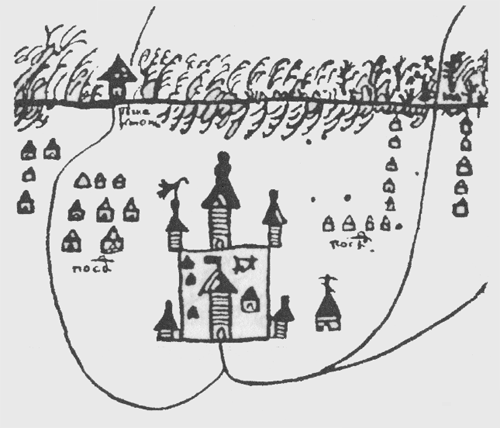
Чертеж города-крепости Орлов

Если судить по чертежу, в 1682 г., городок Орлов представлял собой крепость имеющей форму прямоугольника, перпендикулярно реке.Над крепостными стенами, протяженность которых составила 120 саженей (около 250 м) возвышалось шесть башен. Одна из них была проезжей, а остальные глухими. Еще одна башня была построена у реки, над колодцем, к которому из городка вел подземный ход.  Тайный ход вел к воде, оказавшись у открытых стен, где были удобные подходы для кочевников к заселенным местам. Город Орлов и его гарнизон несли службу по охране южных окраин Московского государства, сохранилось такое свидетельство, что только за период 1680—1691 года сюда поступило 170 известий о приходе воинских людей. Орловский гарнизон не раз вступал с кочевниками в жестокую схватку.
Вот, например, одно из таких столкновений, произошедшее 16 сентября 1675 года:
Около 100 кочевников перешли речку Усманка с Ногайской стороны, южнее Орлова в 12 верстах. Они осадили Хреновской острожек и направились к Орлову. Здесь перебили и взяли в плен несколько орловцев, угнали коней и скот, осадили крепость. Воевода крепости И. И. Арнаутов выдержал осаду, потом, собравшись с силами, напал на кочевников. У перелаза на речке Усманка Арнаутов отбил пленных, вернул коней и скот и прогнал кочевников на речку Хава.
Первая попытка объяснить название села сделана в 1728 году. Тогда из Петербурга на места посылался запрос о происхождении названий для учинения гербов. На этот запрос из Воронежа сообщили такое предание: когда строилась крепость, то рядом на сухом высоком дереве видели гнездо орла, почему якобы и дали такое название крепости.
В 1779 году город Орлов преобразован в посад, Орловский уезд, существовавший с конца XVII века, был упразднён. В дальнейшем посад получил статус села под названием Орлово. После реформ 60-х годов XIX века село стало волостным центром Орловской волости Воронежского уезда. С образованием в 1928 году Центрально-Чернозёмной области вошло в Рождественско-Хавский район Воронежского (в 1929—1930 гг. Усманский) округа. С 1960 года — в составе Новоусманского района.
Во время Великой Отечественной войны село Орлово было прифронтовым. Жители села были эвакуированы. В селе находился военный госпиталь. 475 человек не вернулись с поля боя.
В 1990-х годах здесь проходила съёмка клипа группы «Сектор Газа» на песню «Сельский кайф».
7 мая 2025 года в селе Орлово состоялось открытие нового Дома культуры, начавшееся с перерезания традиционной красной ленточки. Объект построен в рамках федерального проекта «Современный облик сельских территорий» государственной программы Российской Федерации «Комплексное развитие сельских территорий».

## Экономика
В селе развито сельское хозяйство и торговля. До 1960 года в селе был крупный колхоз имени Ленина, затем его разделили на три совхоза: совхоз имени Ленина, Красинский, Артамоновский. В настоящее время совхоз имени Ленина стал называться компания «Луч», совхоз «Красинский» — ТНВ «Машков и компания Красинское».
По данным 2009 года село газифицировано на 100 %.

## Транспорт
Имеется автобусное сообщение с Воронежем. Через Орлово проходит автодорога, связывающая Липецкую и Воронежскую области.
В 3,5 км от села находится остановочный пункт пригородных поездов Орлово Юго-Восточной ж.д. (линия Отрожка-Грязи)

## Известные уроженцы
В Орлово родился советский писатель, журналист, путешественник и телеведущий В. М. Песков. В селе его именем названы улица и сквер, установлен памятник.
Уроженец села А. Д. Кобзев, кавалер Ордена Мужества. В селе его именем названа улица, установлены памятник и мемориальная доска на средней школе.
Воин интернационалист, рядовой водитель, Анатолий Гуцало за время службы в Афганистане совершил около 50 рейсов. Погиб 1 июля 1986 г. в районе г. Газни. Его автомобиль подорвался на мине. Награжден орденом Красной Звезды (посмертно), медалью "Воину-интернационалисту от благодарного афганского народа". Именем Анатолия Гуцало названа улица и установлен памятный знак в с. Орлово.

## Достопримечательности
В селе действует Церковь Богоявления Господня.

## Виды села

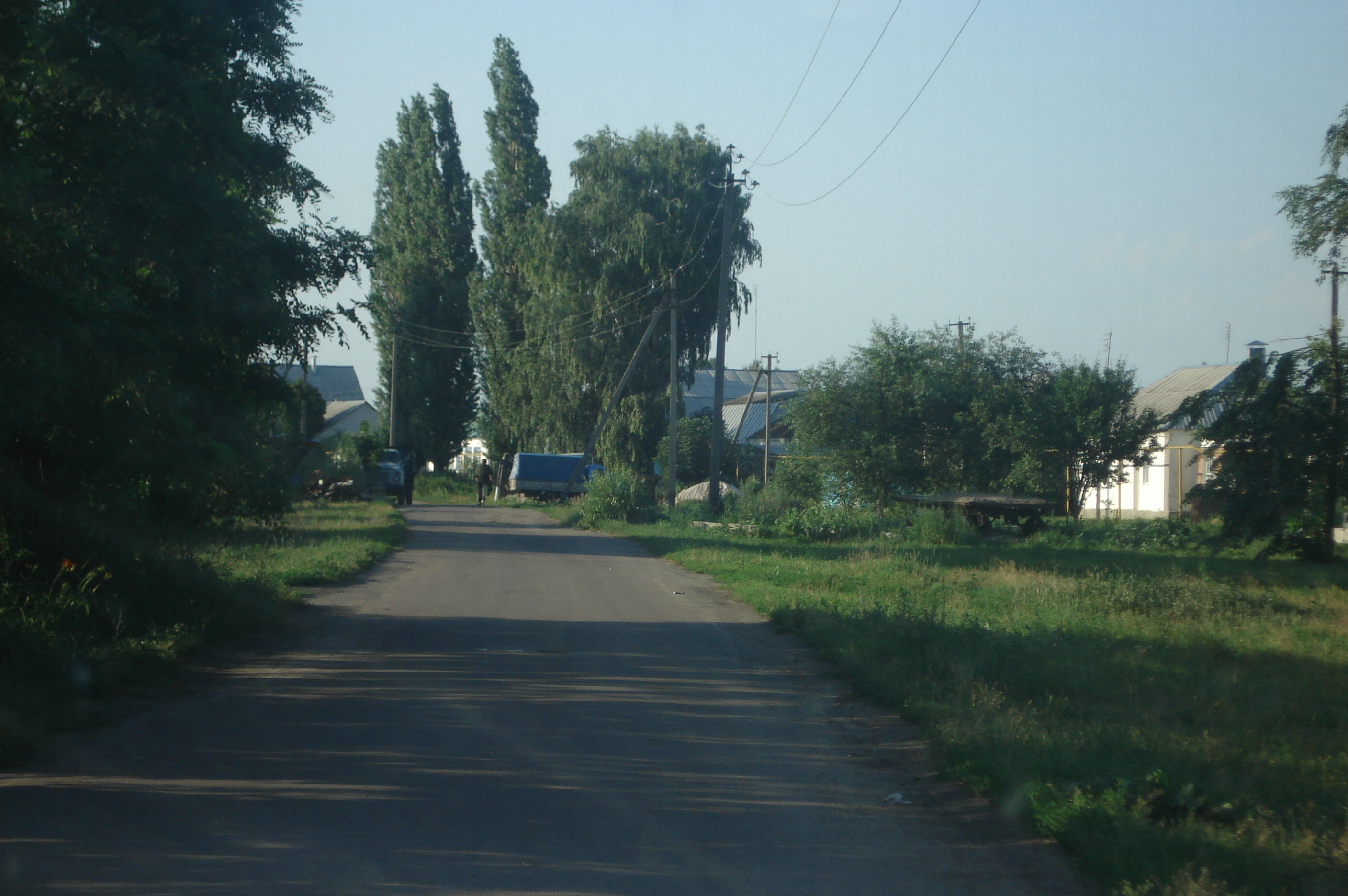
Вид на улицу Александра Кобзева
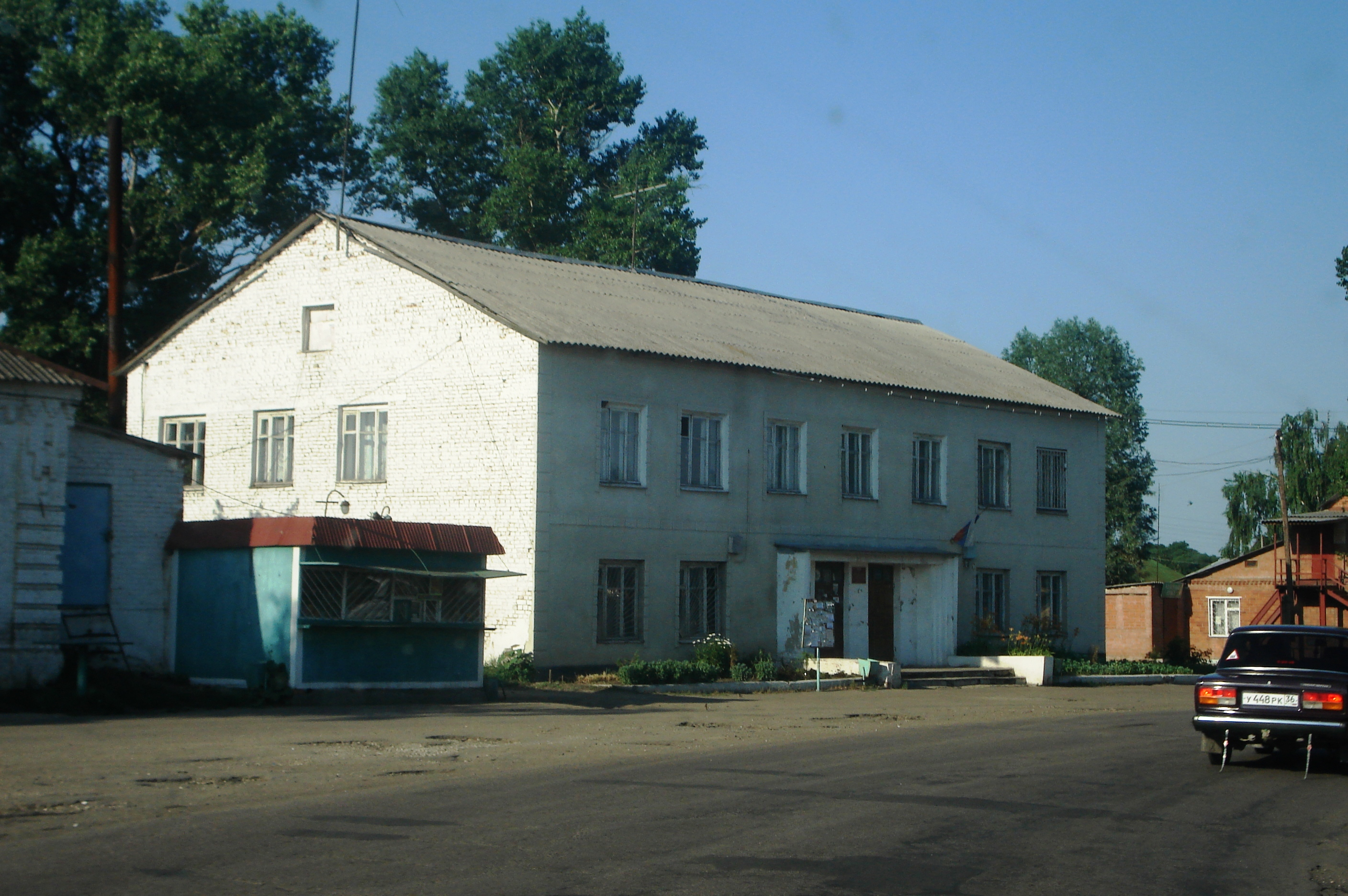
Орловский сельсовет
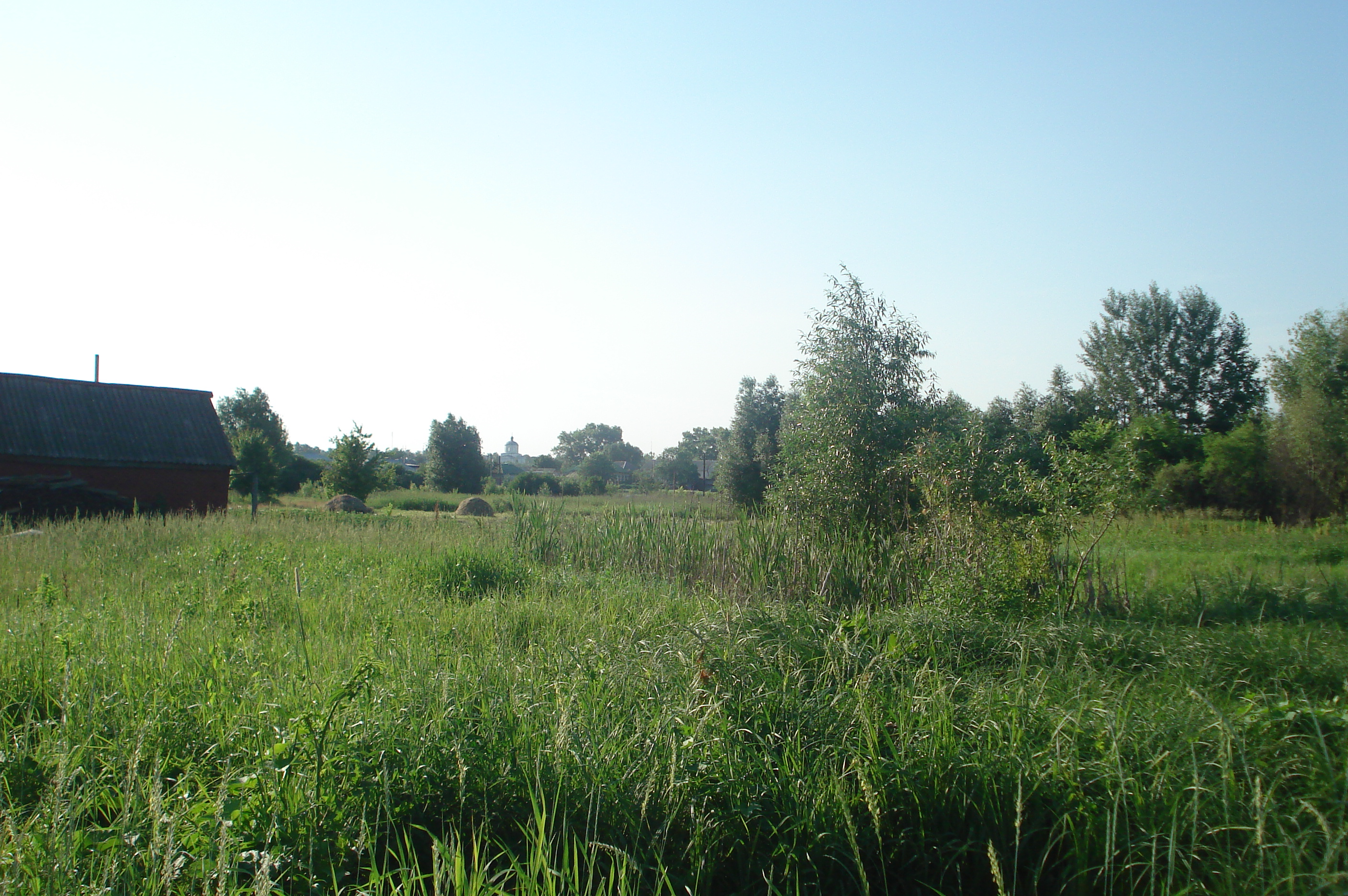
Вид на сельский луг